# Leptocolpia montana
Leptocolpia montana är en fjärilsart som beskrevs av Pierre E.L. Viette 1977. Leptocolpia montana ingår i släktet Leptocolpia och familjen mätare. Inga underarter finns listade i Catalogue of Life.